# Adel
För andra betydelser, se Adel (olika betydelser).

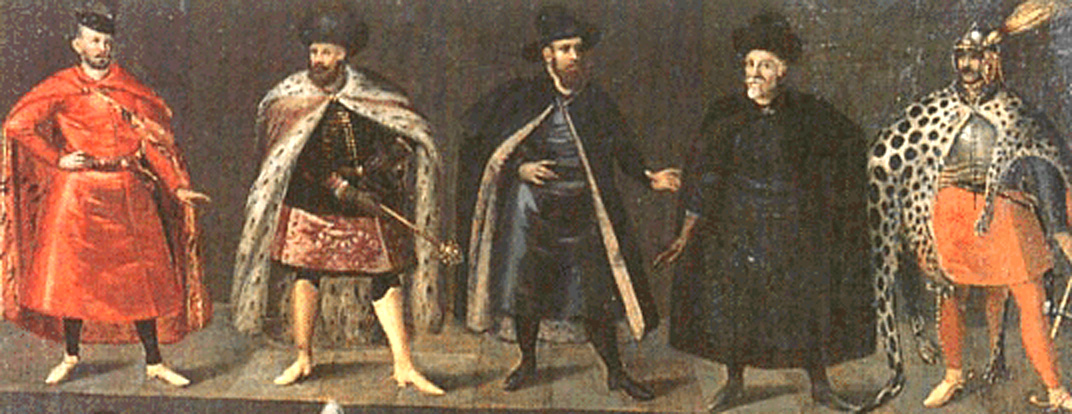
Polska adelsmän, tidigt 1600-tal.

Adel (adelskap, ridderskap, frälsemän) är en av börd överordnad samhällsgrupp. Oftast syftar ordet på en grupp som av främst militära skäl uppstod i feodalsamhället och som (vanligen av en kung) beviljades lagstadgade, vanligen ärftliga privilegier förenade med titlar och särskilda heraldiska rangtecken. Ordet adel kan även användas för en bördsaristokrati i samhällen som inte är feodala, till exempel antikens Rom. Adelsprivilegierna var av ekonomisk, politisk, organisatorisk och social karaktär. De kunde vara mycket betydande och innebära till exempel skattefrihet ("frälst" från beskattning) och företräde till statliga ämbeten, men också försvarsplikt i krigstider eller när kungen kallade. I Sverige och många andra moderna samhällen har adelskap inte längre någon större praktisk betydelse. 
En adelsman (ädling) är en man som antingen blivit adlad eller som genom börd tillhör adeln. Motsvarigheten på damsidan är en adelsdam. Adelsdam är den kvinna som är född i en adlig familj, som genom giftermål blivit upptagen i en adelsätt eller själv blivit adlad.

## Etymologi
Ordet adel kommer från lågtyskan och betydde 'härkomst', 'börd' för 1000 år sedan. I det avsevärt äldre urindoeuropeiska språket, för mer än 7000 år sedan, kan ad ha betytt "från" eller "av", men också någon annan preposition som "till" eller "på". I svenska språket finns det belagt sedan 1516. I samtida dokument förekommer omväxlande termerna "frälsemän", "frälset", "adeln" och "ridderskapet". Frälse syftar här på det privilegium som en gång gav upphov till adeln som en särskild samhällsklass genom att den enskilde som åtog sig att fullgöra vapentjänst i gengäld gavs frihet (= frälse) från att erlägga skatt. Liknande skattefrihet åtnjöt även kyrkans män och kvinnor. Personer som inte tillhörde någon av dessa grupper kallades för ofrälse.

## Historia

### Antiken
Olika slags adelskap har funnits inom de flesta kulturer ända sedan de gamla egyptierna. Redan under arkaisk tid fanns det i de grekiska stadsstaterna grupper i samhället som hade högre status än övriga medborgare; i Aten behärskade de så kallade eupatriderna det politiska maskineriet suveränt före tyrannernas maktövertagande och demokratins införande. I det gamla Rom utgjordes adeln av patricierna, de enda invånarna i den tidiga republiken som hade full medborgarrätt. Senare, då de högsta ämbetena som en följd av ståndsstriderna öppnats för plebejer, framväxte med tiden en ny patricisk-plebejisk adel, nobilitas, vars medlemmare benämndes nobiles. Senrepublikens politiska gruppering optimates, som bekämpade de så kallade populares, dominerades av denna ämbetsaristokrati.

### Medeltiden
På 800-talet under den europeiska medeltiden växte feodalstater fram i Europa. I början handlade det mest om att förläningar av jord delades till riddare. Riddaren var sen oftast skyldig att ställa upp med soldater när fursten behövde det. När det frankiska riket uppstod under ledning av ett allt mäktigare kungadöme fick kungens tjänare snart en ansedd och upphöjd ställning och bildade så en tjänsteadel som sammansmälte med den gamla bördsadeln. Inom andra europeiska länder gjordes på samma sätt. Längre fram fanns länsväsendet, det vill säga en form av avlöning för krigstjänsten till häst, vilket utbredde sig till hela adeln.

### Förhållanden
Adeln slapp ursprungligen att betala statlig skatt mot att man satte upp beridet krigsfolk åt kungen (staten). I vissa fall kunde adeln också själv driva in skatt till olika lokala ändamål. Adeln hade även andra privilegier. Tidvis var det bara adliga som kunde bli officerare i krigsmakten, varför förtjänta underofficerare som skulle höjas upp till officerare adlades till exempel Silfverlood på Västgöta Ryttare eller Erik Dahlbergh. Adeln hade länge ensamrätt på jakt och fiske, något som kung Gustaf III ändrade på. I vissa byar så kunde bara adeln äga en kvarn som andra fick betala avgift för när de ville använda.

## Förändring
Adelns betydelse och inflytande ändrades successivt med början under den senare delen av medeltiden. Det första steget var under den så kallade militära revolutionen. Adelns skyldighet att ställa upp med trupper försvann successivt när stater började skapa egna arméer. Med de ekonomiska förändringarna under renässansen och framväxten av rika handelsmän och borgare förändrades adelns inflytande ytterligare, vilket fortsatte och förstärktes av den industriella revolutionen. De adelsfamiljer som tog del i den nya tidens former för ekonomisk tillväxt behöll och rent av förstärkte sin särställning i staten.

## Nutid
De flesta av rättigheterna i de svenska adelsprivilegierna har sedan länge utsträckts till alla Sveriges medborgare, till exempel rätten att bedriva handel utanför städerna eller rätten att resa utomlands. De återstående privilegierna upphörde den 1 juli 2003. Samtidigt avskaffades Riddarhusets offentligrättsliga ställning vilket gör att denna sammanslutning sedan dess är en vanlig ideell förening juridiskt sett. Att bilda adelsliknande efternamn med prefix (von, af eller de) är inte möjligt i Sverige, men detta beror på allmänna rättsliga regler för efternamn och inte särskilda adliga privilegier.
I Europa förekommer ännu nyadlande i Danmark, Belgien, Luxemburg, Nederländerna, Spanien och Storbritannien. I Sverige avskaffades formellt kungens nobiliteringsrätt i samband med antagandet av 1974 års regeringsform. Den siste att adlas var Sven Hedin 1902.

### Generella uppslagsord
- Adelsbrev
- Adelskalender
- Adelstitlar
- Feodalism
- Pärsvärdighet
- Stånd
- Ståndssamhälle

### Adeln i vissa länder
- Adeln i Danmark
- Adeln i Finland
- Adeln i Frankrike
- Adeln i Kroatien
- Adeln i Norge
- Adeln i Ryssland
- Adeln i Skottland
- Adeln i Sverige
- Baltisk adel
- Reduktioner i Sverige
- Västerländsk adel